# Balsan
Balsan var ett indiskt furstendöme, beläget i Himalayamassivets utlöpare. Riket grundades av rajputen Alak Singh och hade en yta av  148 km². Statsreligionen var hinduism. Mellan 1803 och 1815 var furstendömet ockuperat av Nepal, men återfick sin autonomi sedan Brittiska Ostindiska Kompaniet tagit över även Nepal.
Numera ingår Balsan i delstaten Himachal Pradesh.

## Furstar
- Thakur
  - 1815 - 1858 : Jog Raj
- Rana
  - 1858 - 1867 : Jog Raj
  - 1867 - 1894 : Bhup Singh
  - 1894 - 1920 : Bir Singh
  - 1920 - 1936 : Atar Singh
  - 1936 - 1947 : Ran Bahadur Singh